# 藤公之介
藤 公之介（ふじ こうのすけ、本名：工藤 喜美夫〈くどう きみお〉、1941年〈昭和16年〉5月17日 - ）は、日本の作詞家、詩人、放送作家。
宮城県塩竈市出身。東北学院中学校・高等学校を経て、日本大学芸術学部卒業。アイドルから、大人の歌まで幅広い作詞活動をしている。

## 主な作品

### 作詞

#### 歌謡曲・ポップス
- あいざき進也「恋のリクエスト」
- 麻生よう子「愛は惜しみなく」「B1パブ」「旅立つ朝」「とわずがたり」「青春の宴」
- 泉ピン子「哀恋蝶」
- 伊勢功一「サザンクロス」「泣くな!テンポイント〜涙で蹄を濡らすな〜」
- 石川さゆり「いつわりの部屋」
- 井上順「友よ泣け」「親友」
- 大塚博堂「ダスティン・ホフマンになれなかったよ」「季節の中に埋もれて」
- 大西結花「渚通りのディスコティック」
- 岡田奈々「そよ風と私」
- 尾崎紀世彦「愛の潮風 (ダブのテーマ)」訳詞
- 小野寺昭「旅でもしようか」「ふたりの方がいい」
- オユンナ「天の子守歌」
- 草刈正雄「センチメンタル・シティー」
- 堺正章「あのころ君は」
- 黒部幸英「青春の一ページ」
- 榊原郁恵「バス通学」「わがまま金曜日」「いとしのロビン・フッドさま」
- 佐良直美「国東半島ぶらり旅」
- 佐藤光政「悪口」
- さとう宗幸「旅行く人」「僕も少年だった」
- 子門真人「タクシー・ドライバー」
- ジュディ・オング「TOKYO…」「晩鐘」
- ダークダックス「絆」
- 立川清登「国東旅そぞろ」
- たちはらるい「ガラスの愛撫」
- チェリッシュ「風になれ〜私と私たち」
- 都倉俊一「雨にうたれて」
- 野口五郎「愛よ甦れ」
- BUZZ「はつかり5号」
- 林寛子「50・50（フィフティ・フィフティ）」
- 原大輔「わが妻よ」
- 原辰徳「恋はうたかた」「いつもの恋」
- MARK「風の館」
- 松本ちえこ「おもいで不足」「フラワー・メッセージ」
- 三橋美智也「北国行の指定券」
- 三善英史「金糸雀(カナリア)」

#### アニメ・特撮
- 愛してナイト「恋は突然」（堀江美都子）「ぼくのジュリアーノ」（平塚たかあき）
- 行け! グリーンマン「グリーンマン・マーチ」（軍艦行進曲の替え歌）「グリーンマンの挑戦状」
- 行け!ゴッドマン「行け!ゴッドマン」（山本一郎）
- 恐竜探険隊ボーンフリー「行け!ボーンフリー」「恐竜たちよいつまでも」（子門真人 with コロムビアゆりかご会）
- ゴジラ イメージソング「ゴジラ音頭」（ビクター少年民謡会）[1]
- 戦え!超ロボット生命体 トランスフォーマーV「トランスフォーマーV（ヴィクトリー）」（茅弘二・森の木児童合唱団）「サイバトロンばんざい」（こおろぎ'73・森の木児童合唱団）
- DRAGON QUEST -ダイの大冒険-「この道わが旅」（団時朗）
- レッドマン「レッドマン」「夕陽のレッドマン」（子門真人）

#### CM・その他
- 「口裂け女をつかまえろ!」（ポマード&コンペイ党）
- 円谷プロ「恋ってなんだろう」（円谷皐&ナディア・ギフォード）
- 「跳べ!そして熱くなれ」（歌:子門真人、作曲・編曲:服部克久）日本バレーボール協会推薦曲・バレーボールマーチ
- 「グッドラック地球」（歌:水木一郎、作曲:芹澤廣明、編曲:川上了）ニューミクロマンCMソング
- もしも・ひろしまに（歌:ダークダックス、作曲:菅原進）　テレビ新広島のイメージソング、旧OP・CLテーマ
- ロンパールーム「ダンドンデン」（よしだみどり）
- ロンパールーム「くるくるポン」（よしだみどり）
- ロンパールーム「こんがらがってホイ」（きしべみどり、サカモト児童合唱団）
- ロンパールーム「こんがらがってホイ」（いのうえみどり、コロムビアゆりかご会）
- ロンパールーム「1・2の3のごあいさつ」（いのうえみどり、コロムビアゆりかご会）
- 新・ロンパールーム「ころがれアルマジロ」（やまみどり、コロムビアゆりかご会）

## 著書
- 『詩集 愛をもとめて』全5集　ルック社 1974-75
- 『風の詩集 愛をもとめて』ルック社 1976
- 『水玉模様の金曜日』ルック社 マイラヴポエム 1976
- 『歌草紙 : 藤公之介詩集』白馬出版、1979年3月20日。
- 『詩集:ラブ・コレクション』1979 集英社文庫 コバルトシリーズ
- 『12星座愛の詩集』1979 集英社文庫 コバルトシリーズ
- 『詩集ラブ・スニーカー』1980 集英社文庫 コバルトシリーズ
- 『詩集:ラブ・カレンダー』1981 集英社文庫 コバルトシリーズ
- 『詩集:ラブ・コンサート』1981 集英社文庫 コバルトシリーズ
- 『12星座愛の贈りもの Poem & essay』1982 集英社文庫 コバルトシリーズ
- 『詩集:シェルブールの雨傘 青春名作映画ポエム』1983 集英社文庫 コバルトシリーズ
- 『ザ・オーディション』せいこう出版 1984
- 『原宿物語 マイケル・ジャクソンに脱帽』1984 集英社文庫 コバルトシリーズ
- 『カリブ・愛のシンフォニー』1985 集英社文庫 コバルトシリーズ
- 『神さまプリーズ! ラブ・コメディ』1986 集英社文庫 コバルトシリーズ
- 『詩集:恋のダウンタウン』〈集英社文庫. Cobalt-series〉、集英社、1987年3月15日。
- 『12星座・恋のパンプキン通り』双葉社 いちご文庫ティーンズ・メイト 1989
- 『12星座・伝言ダイヤル#で恋』双葉社 いちご文庫ティーンズ・メイト 1990
- 『詩集・大塚博堂よ』吟遊社 1995
- 『α波のことばたち』東林出版社 1997
- 『Cocoro漢和字典 1』泉書房 2003

### 共著編
- 『机の上に忘れな草を いづみ朱子がキミの心をノックする青春読本』いづみ朱子共著 ルック社 1975
- 都倉俊一『青春抱擁』ルック社、1976年。
- 『ダスティン・ホフマンになれなかったよ』大塚博堂共著 ルック社 1976　吟遊社、1994
- 『夢のひとしずく』編 ルック社 マイラヴポエム 1976
- 『モンゴル大草原101の教え』編・著 大塚知則撮影 一満舎 1998
- 『博堂伝説 ダスティン・ホフマンになれなかったよ』大塚博堂共著 岩崎電子出版 2002

### 翻訳
- 『愛のプレリュード カーペンターズ詩集』ルック社 1975
- STUKAS 原作『恋するファジー』創作翻訳 ルック社 1977
- 『スーフと馬頭琴 モンゴル民話』再話 アルタンホヤグ=ラブサル絵 三省堂 2010